# 永川光浩
永川 光浩 （ながかわ みつひろ、1987年11月2日 - ）は、広島県三次市出身の元プロ野球選手（投手）。左投左打。NPBでは育成選手であった。実兄は元プロ野球選手で広島東洋カープでの同僚でもあった永川勝浩。

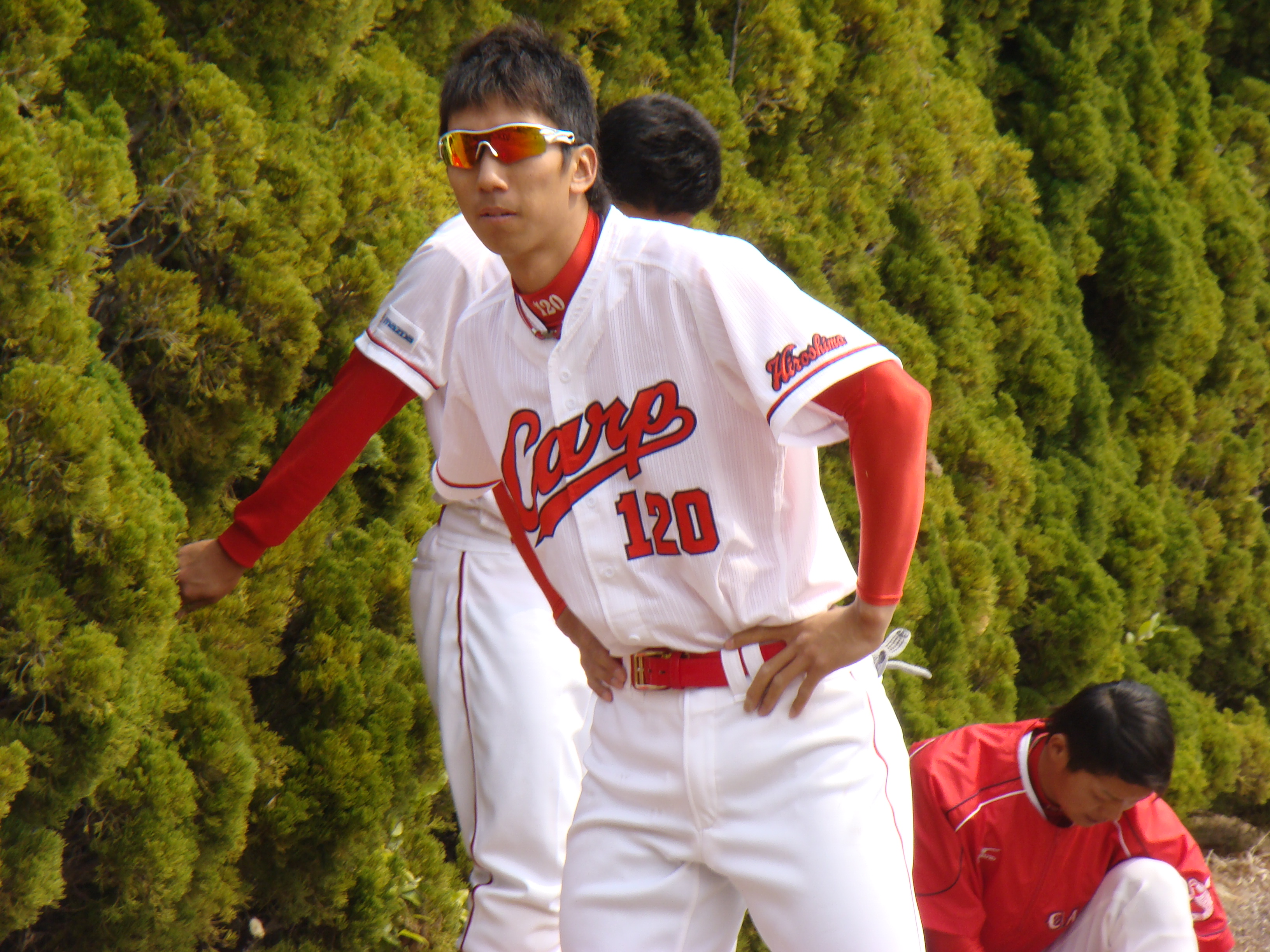
広島時代（2011年3月15日）

## 経歴

### プロ入り前
小学校3年時から野球を始める。ポジションは兄と同じ投手。広島県立三次高等学校ではエース投手だったが、肘の故障によって3年生夏は控えとなり抑え投手として登板。県大会の決勝戦で敗れ、甲子園には出場できなかった。龍谷大学進学後は2年生の秋からベンチ入りしたが肘の故障が多発し、リーグ戦初登板は4年生の春だった。
2009年ドラフト会議において広島東洋カープから育成1巡目で指名され、入団。

### プロ入り後
2012年3月27日、同シーズンは徳島インディゴソックス（四国アイランドリーグplus）に派遣されることが発表された。2012年10月3日、来季の契約を結ばないことを伝えたと球団公式HPにて発表されたが、11月12日に育成選手として再契約した。
2013年3月22日、前年に続いて四国アイランドリーグplusに派遣されることが発表された。当年度は香川オリーブガイナーズに所属した。同年10月31日、自由契約公示された。11月8日に育成選手として再契約した。
2014年10月2日、戦力外通告を受け、5年間の在籍で支配下登録を果たせないまま現役を引退した。同月31日、自由契約公示された。引退後は広島県の物流会社に就職することが決まった。

## 選手としての特徴
長身から投げ下ろす最速142km/hの直球と、スライダー・カーブ・フォークボールなど多彩な変化球が持ち味の軟投派。本人も「キレで勝負」と語るように、パワー投手型の勝浩とはタイプが大きく異なる。

## 詳細情報

### 年度別投手成績
- 一軍公式戦出場なし

### 独立リーグでの投手成績
| 年 度     | 球 団     | 登 板 | 完 封 | 勝 数 | 敗 数 | セ ｜ ブ | 勝 率 | 投 球 回 | 与 四 球 | 与 死 球 | 奪 三 振 | 自 責 点 | 防 御 率 | 三 振 率 |
| --------- | --------- | ----- | ----- | ----- | ----- | -------- | ----- | -------- | -------- | -------- | -------- | -------- | -------- | -------- |
| 2012      | 徳島      | 21    | 0     | 1     | 4     | 0        | .200  | 45       | 29       | 3        | 30       | 25       | 5.00     | 4.05     |
| 2013      | 香川      | 27    | 0     | 3     | 1     | 0        | .750  | 37.1     | 31       | 5        | 30       | 16       | 3.86     | 7.23     |
| 通算：2年 | 通算：2年 | 48    | 0     | 4     | 5     | 0        | .444  | 82.1     | 60       | 8        | 60       | 41       | 4.48     | 6.56     |

### 背番号
- 120 （2010年 - 2014年）
- 28 （2012年） ※徳島インディゴソックスでの背番号
- 17 （2013年） ※香川オリーブガイナーズでの背番号